# Michael J. Fox
 Ikke at forveksle med Michael Fox.
Michael J. Fox OC (født Michael Andrew Fox den 9. juni 1961 i Edmonton i Alberta i Canada) er skuespiller, forfatter, komiker, producer og aktivist. Med en film- og tv-karriere fra sidst i 1970'erne har Fox spillet
- Marty McFly fra Tilbage til fremtiden-trilogien (1985-1990)
- Alex P. Keaton fra Blomsterbørns børn (1982-1989) (han fik både en Emmy Awards og en Golden Globe Award for den)
- Mike Flaherty fra Spin City (1996-2000) belønnet med en Emmy, tre Golden Globes og to Screen Actors Guild Awards.

Fox blev diagnosticeret med Parkinsons sygdom i 1991, men afslørede det først i 1998. I 2000 blev symptomerne værre, og han måtte trappe ned. Han støtter nu forskningen for at finde en kur mod sygdommen. Det fik ham til at oprette The Michael J. Fox Foundation, og derfor udnævnte det svenske Karolinska Institut ham den 5. marts 2010 til dr. honoris causa.
Fra 2000 har Fox hovedsageligt arbejdet med at lægge stemme til forskellige tegnefilmsfigurer i film som Stuart Little og Atlantis: Det forsvundne rige og med mindre biroller i tv-serier som Boston Legal, The Good Wife og Scrubs. Han har også skrevet tre bøger: Lucky Man: A Memoir (2002), Always Looking Up: The Adventures of an Incurable Optimist (2009) og A Funny Thing Happened on the Way to the Future: Twists and Turns and Lessons Learned (2010). Han blev ridder af Order of Canada den 27. maj 2011 for sit opsøgende arbejde for at skaffe penge.

## Opvækst
Michael Andrew Fox blev født i Edmonton i Alberta i Canada som søn af skuespillerinde og kontorassistent Phyllis ([født Piper) og William Fox, politibetjent og medlem af Canadian Forces. Familien Fox boede i flere byer i Canada pga. faderens arbejde. Familien endte med at flytte til en forstad til Vancouver i British Columbia, da faderen gik på pension i 1971. Fox bor i Vancouver. Fox gik på Burnaby Central Secondary School, og et teater blev opkaldt efter ham i Burnaby South Secondary.
Fox medvirkede i den canadiske tv-serie Leo and Me som 15-årig, og tre år efter flyttede han til Los Angeles for at fremskynde sin skuespillerkarriere. Kort efter sit bryllup besluttede han at flytte tilbage til Vancouver. Fox var et af de fire medlemmer af Leo and Me-castet og crewet, som fik Parkinsons. Det var et usædvanligt højt antal tilfælde, og det førte til en undersøgelse af miljømæssige faktorer omkring settet, der kunne have haft indvirkning på sygdommens udbrud blandt tv-seriens medvirkende.
Fox blev opdaget af produceren Ronald Shedlo og fik amerikanske tv-debut i filmen Letters from Frank som "Michael Fox". Han ville fortsætte under det navn, men det var umuligt, da en anden Michael Fox, en pensioneret skuespiller, var registreret i Screen Actors Guild, som ikke tillader to personer af samme navn i registret for at undgå kreditionstvetydigheder. Som han forklarer i sin biografi Lucky Man: A Memoir og i interviews, blev han nødt til at finde på et andet navn. Han kunne ikke lide lyden af "Andrew" eller "Andy" Fox, så han besluttede at få et nyt initial, og det blev et "J" som en hyldest til skuespilleren Michael J. Pollard.

## Skuespillerkarriere

### Tidlig karriere
Fox' første spillefilmsroller var i Midnight Madness (1980) og Class of 1984 (1982) blev begge krediteret Michael Fox. Kort tid efter begyndte hans karriere som den "unge republikaner" Alex P. Keaton i tv-serien Blomsterbørns børn, som kørte i syv sæsoner på NBC, fra 1982 til 1989. Fox fik kun rollen, eftersom skuespillerkollegaen Matthew Broderick ikke havde tid. Blomsterbørns børn blev solgt til tv-stationen med sloganet "Moderne forældre, gammeldags børn",  hvor meningen oprindeligt var, at forældrene skulle være hovedpersonerne i serien. Men den positive reaktion over for Fox' optræden gjorde, at han blev hovedpersonen efter seriens fjerde afsnit. Da serien var mest populær, tiltrak den en tredjedel af Amerikas seere hver uge. Fox vandt tre Emmy-awards for Blomsterbørns børn i 1986, 1987 og 1988. Han vandt også en Golden Globe Award i 1989.
En af seriens producere, Brandon Tartikoff, syntes ikke, at Fox var lige så god som dem, der spillede hans forældre i serien, og prøvede at få ham erstattet med en anden. Tartikoff sagde angiveligt, at "dette var ikke et ansigt, man nogensinde ville finde på en madkasse". Efter sin succes gav Fox Tartikoff en madkasse med inskriptionen "Til Brandon, den er til at putte dine fordomme ned i. Kærlig hilsen Michael J. Fox". Tartikoff beholdt madkassen på sit kontor resten af sin tid på NBC.
Mens indspilningerne til Blomsterbørns børn kørte, mødte Fox sin fremtidige kone, Tracy Pollan, som Alex' kæreste Ellen. Da Fox forlod tv-serien Spin City, indeholdt hans sidste afsnit i serien tallige hentydninger til Blomsterbørns børn: Michael Gross (som spillede Alex' far Steven) portrætterede Mike Flaherty' (Fox') terapeut, og der er en reference til karakter uden for skærmen kaldet "Mallory". Også da Flaherty bliver miljølobbyist i Washington D.C., møder han en konservativ senator fra Ohio ved navn Alex P. Keaton, og i et afsnit spiller Meredith Baxter (som spiller Alex' mor Elyse i Blomsterbørns børn) Flahertys mor.

### Tilbage til fremtiden-trilogien
Tilbage til fremtiden fortæller historien om Marty McFly (Fox), en teenager som ved et tilfælde bliver sendt tilbage i tiden fra 1985 til 1955. Han møder sine forældre i high school og tiltrækker sig ved et tilfælde sin mors kærlige opmærksomhed. Marty må reparere skaden og få sine forældre til at forelske sig i hinanden igen samtidig med at finde en vej tilbage til 1985. Instruktøren Robert Zemeckis ville oprindeligt have Fox til at spiller Marty, men Gary David Goldberg, skaberen af Blomsterbørns børn, som Fox arbejdede på samtidig, forbød Zemeckis bare at nærme sig Fox, fordi han, grundet Meredith Baxters barselsfravær, mente, at Fox' karakter Alex P. Keaton skulle bære hele serien i hendes fravær. Eric Stoltz var castet, og han var allerede nået halvvejs i optagelserne, da Robert Zemeckis ikke syntes, at Stoltz var den rigtige type til at udleve filmens humor. Zemeckis udskiftede hurtigt Stoltz med Fox, hvis skema var blevet mere åbnet, efter Meredith Baxter vendte tilbage til serien. Under optagelserne skulle Fox øve til Blomsterbørns børn fra 10-18 og derefter skynde sig til settet for Tilbage til fremtiden, hvor han skulle øve og optage til kl. 2:30 om natten. Dette skema kørte i to fulde måneder. Tilbage til fremtiden var både en rost og kritiseret succes. Filmen lå otte uger i træk som nr. 1 på indtægtslisterne i USA i 1985 og tjente i alt over 1.9 mia. Variety roste de medvirkende og mente, at Fox og Lloyd besjælede Marty og Doc Browns venskab, så der blev skabt en lighed til venskabet mellem Kong Arthur og Merlin. To efterfølgere fulgte, Tilbage til fremtiden II og Tilbage til fremtiden III, som blev udgivet i hhv. 1989 og 1990.

### Midtkarriere
Under og straks efter Tilbage til fremtiden-trilogien medvirkede Fox i Teen Wolf (1985),  Light of Day (1987), The Secret of My Success (1987), Bright Lights, Big City (1988) og De kaldte os helte (1989).
I The Secret of My Success spiller Fox en kandidat fra Kansas State University, som flytter til New York City, hvor han bliver finansmand. Filmen indbragte 556 mio. kr. verden over. Roger Ebert fra The Chicago Sun Times skrev, at "Fox giver et ret desperat center for filmen. Det kan ikke have været sjovt for ham at skulle følge filmens vilkårlige humørsvingninger fra sitcom til fald-på-halen-komedie og fra sexfarcer til badeværelsesslagsmål".
I Bright Lights, Big City spiller Fox en fakta-tjekker for et blad i New York, som tilbringer sine nætter med at feste, drikke og tage stoffer. Filmen modtog blandede anmeldelser fra bl.a. Hal Hinson, der i The Washington Post kritiserer Fox ved at sige, at "han var den forkerte skuespiller til jobbet". Imens priser Roger Ebert skuespillerens optræden: "Fox har en meget central rolle (han har en lang fulddrukken monolog, som er noget af det bedste han nogensinde har lavet i en film)". Under optagelserne til Bright Lights, Big City blev Michael genforenet med sin on-screen-kæreste Tracy Pollan fra Blomsterbørns børn.
Fox medvirkede i De kaldte os helt, et krigsdrama om Vietnamkrigen, side om side med Sean Penn. De kaldte os helte blev ikke et hit, men Fox, der spillede en menig, der tjente i Vietnam, modtog gode anmeldelser for sin optræden. Don Willmott skrev på en filmkritikwebside: "Fox, kun 1 år efter Blomsterbørns børn-seriens fjollethed, tager nu imod skuespillerkunstens udfordringer og bliver filmens moralske stemme og deler scener med den altid skræmmende Penn".
I 1991 medvirkede han i Doc Hollywood, en romantisk komedie om en talentfuld læge, som beslutter at blive plastikkirurg. Mens han flytter fra Washington D.C. til Los Angeles, Californien møder han en anden læge i en lille sydlig by. Michael Caton-Jones, fra Time Out, beskriver Fox' optræden i filmen som "hans allerbedste". The Hard Way blev også udgivet i 1991, hvor Fox spiller en undercover skuespiller i lære hos en politibetjent, der bliver spillet af James Woods. Fra 1992 til 1996, fortsatte han med at lave talrige film, såsom For pengenes skyld (1993), Life With Mikey (1993) og Greedy (1994). Fox spillede derefter små biroller i det politiske drama The American President (1995) og komedien Mars Attacks! (1996).
Hans sidste store filmrolle var i The Frighteners (1996). The Frighteners fortæller historien om Frank Bannister (Fox), en arkitekt som udvikler psykiske egenskaber, der gør ham i stand til at se, høre og kommunikere med spøgelser. Efter at have mistet sin kone bruger han sine nye egenskaber til at narre penge fra kunder med sin "spøgelsesjagt"-forretning. Men så kommer en massemorder fra Helvede og tilskynder Frank i at undersøge denne overnaturlige tilstedeværelse. Fox' optræden modtog kritisk ros, Kenneth Turan fra The Los Angeles Times skrev: "Filmens skuespillere er alle tilfredsstillende. Både Fox, i hans mest succesfulde rolle længe, og Alvarado, som mere ligner Andie MacDowell i filmen, har ingen besvær med at få den maniske ånd ud af tingene".
Fox har også lagt stemme til forskellige tegnefilmsfigurer, bl.a. til Stuart Little i Stuart Little-filmen og dennes efterfølger Stuart Little 2, begge film var baseret på den populære bog af E. B. White. Han har også lagt stemme til den amerikanske bulldog Chance i Homeward Bound: The Incredible Journey og dennes efterfølger Homeward Bound II: Lost in San Francisco, samt lagt stemme til Milo Thatch i den amerikanske udgave af Atlantis: Det forsvundne rige.

### Spin Cityog senere karriere
Spin City kørte fra 1996 til 2002 på den amerikanske tv-kanal ABC. Serien var baseret på en fiktiv lokal regering, der styrede New York. Oprindeligt med Fox til at spille Mike Flaherty, en Fordham Law School-dimittend, der tjener som viceborgmester i New York. Fox vandt en Emmy-award for Spin City i 2000, tre Golden Globe Awards i hhv. 1998, 1999 og 2000 og to Screen Actors Guild Awards i 1999 og 2000. Mens tredje sæson af Spin City kørte, fortalte Fox seriens cast og crew, at han led af Parkinsons. Mens fjerde sæson kørte, annoncerede han, at han ville trække sig fra serien for at få mere tid med sin familie. Han annoncerede dog, at han havde planlagt at fortsætte med at være skuespiller, og at han ville medvirke som gæstestjerne i Spin City, hvilket skete tre gange inden seriens sidste afsnit. Efter at have forladt serien blev han erstattet af Charlie Sheen, som spillede karakteren Charlie Crawford. Der blev alt i alt optaget 145 afsnit. Fox medvirkede også som executive producer, mens han arbejdede på serien, sammen med med-skaberne Bill Lawrence og Gary David Goldberg.
I 2004 gæstemedvirkede Fox i to afsnit af komedie-dramaserien Scrubs som Dr. Kevin Casey, en kirurg der lider alvorligt af OCD. Serien var skabt af Spin City-skaberen Bill Lawrence. I 2006 medvirkede Fox i et afsnit af Boston Legal som en lungekræftspatient. Producerne gjorde hans rolle til en tilbagevendende karakter i tredje sæson, begyndende med sæsonpremieren. Fox blev nomineret til en Emmy Award for bedste gæsteoptræden. I 2009 medvirkede han i fem afsnit af tv-serien Rescue Me, som indbragte ham en Emmy i kategorien Outstanding Guest Actor in a Drama Series.
Siden 2000 har Fox udgivet tre bøger, Lucky Man: A Memoir (2002), Always Looking Up: The Adventures of an Incurable Optimist (2009) og A Funny Thing Happened on the Way to the Future: Twists and Turns and Lessons Learned (2010). I 2010 vendte Fox tilbage til tv som gæstestjerne i det amerikanske tv-drama The Good Wife. Fox vendte tilbage til The Good Wife i afsnit 13, hvor han spiller en advokat, som udnytter sin sygdom til blandt andet at skaffe sympati fra nævningene.
Fox deltog i de Olympiske Vinterlege-afslutningsceremonien i Vancouver, Canada og fremsagde nogle underholdende monologer sammen med William Shatner og Catherine O'Hara i "I am Canadian"-delen af showet.
Sammen med Tatjana Patitz medvirkede Fox i Carl Zeiss AG-kalenderen fra 2011, fotograferet af Bryan Adams i New York City i sommeren 2010.

## Privat
Fox giftede sig med skuespillerinden Tracy Pollan den 16. juli 1988 på West Mountain Inn i Arlington, Vermont. Parret har fire børn: Sam Michael (født 30. maj 1989), tvillingerne Aquinnah Kathleen og Schuyler Frances (født 15. februar 1995) og Esmé Annabelle (født 3. november 2001). Fox er både canadisk og amerikansk statsborger. Den 28. februar 2010 medvirkede Fox i en lethjertet del af de Olympiske Vinterlege 2010-afslutningsceremonien, som fandt sted i Vancouver, Canada, hvori han udtrykte, hvor stolt han var over at være canadier. Den 4. juni 2010 beærede byen Burnaby i British Columbia, Fox ved at give ham Freedom of the City.

### Sygdom og aktivisme
Fox begyndte at have symptomer på et tidligt stadie af Parkinsons sygdom i 1990, mens optagelserne til filmen Doc Hollywood var i gang, til trods for at han først fik den endelige diagnose året efter. Efter at være blevet diagnosticeret begyndte Fox at drikke mere, end hvad han før havde gjort. Han søgte hjælp og fik behovet for at drikke helt stoppet. I 1998 besluttede Fox at fortælle offentligheden om sin sygdom, og siden har han været en stærk forkæmper for forskning af Parkinsons. Hans fond The Michael J. Fox Foundation blev skabt for at støtte enhver lovende forskning, der kunne føre til en kur mod Parkinsons, hovedsageligt med fokus på stamcelleforskning.
Fox styrer sine Parkinsons-symptomer med medicinen Sinemet, og i 1998 fik han foretaget en thalamotomi.
I sin biografi Lucky Man skrev Fox, at han valgte ikke at tage sin medicin før sin vidneforklaring foran Senatets Appropriations Subcommittee i 1998: "Jeg har taget et bevidst valg ved at optræde foran rådet uden medicin. Jeg mener, at denne vidneforklaring vedrørende sygdommens effekter og denne desperate følelse af svigt, vi som sygdomsramte føler, kræver at blive set, førend det kan forstås. For folk som aldrig har set mig sådan her før, kan forvandlingen være chokerende". Hans første bog, Lucky Man, fokuserede på, at han efter syv års benægtelse af sygdommen nu startede Michael J Fox-fonden, stoppede med at drikke og blev en forkæmper for Parkinsons-lidende.
I april 2002 forklarede Fox i et NPR-interview, hvad han gør, hvis han får symptomer under interviews: "Faktisk, har jeg, for at være på den sikre side, måske taget for meget medicin, og det som folk nogle gange i interviews ser af rystelser, har egentlig kun været en reaktion af medicinen. Fordi hvis jeg har Parkinsons symptomer, er det ofte svært at tale. Det kan udarte sig i usammenhængende tale, og det er svært at sidde stille, svært ikke at rykke sig rundt. Du ved, symptomerne er forskellige, og jeg vil hellere lide af rystelser ... den form for vrikken og den slags bevægelser foretrækker jeg faktisk, frem for andre Parkinsons- symptomer. Så det er, hvad jeg generelt gør ... Jeg har ingen, du ved, problemer med andre Parkinsons-symptomer i nogle af de omtalte interviews, fordi jeg plejer at sikre mig, at jeg har nok Sinemet i mit system og, i nogle tilfælde, for meget. Men sådan foretrækker jeg det. Interviewssituationer afspejler ikke, hvordan jeg er i hverdagen. Der kommer en masse Parkinsons-ramte hen til mig hver dag og siger: 'Du tager al for meget medicin.' Jeg svarer, 'Nå, men prøv du at sidde over for Larry King og se, om du vil risikere noget."
I 2006 medvirkede Fox i reklamekampagne for Claire McCaskill, der udtrykker hendes støtte til stamcelleforskning. I reklamen viser Fox tydeligt Parkinsons medikationens effekter. "Som du måske ved, går jeg meget op i stamcelleforskning. I Missouri kan du stemme på Claire McCaskill, som deler mine forhåbninger om en kur. Uheldigvis modarbejder Senator Jim Talent at øge stamcelleforskningen. Senator Talent har endda villet kriminalisere den videnskab, der giver os håb. De siger, at al politik er lokal, men det er ikke altid sådan. Hvad du gør i Missouri, betyder noget for millioner af amerikanere, amerikanere som mig". The New York Times kaldte reklamen "en af de mest magtfulde og omtalte politiske reklamer i årevis" og opinionsundersøgelser indikerer, at reklamen havde en statistisk signifikant indvirkning på den måde, vælgerne stemte.
Fox' anden bog Always Looking Up: The Adventures Of An Incurable Optimist beskriver hans liv fra 1999 til 2009, hvor meget af bogen er centreret om, hvordan Fox kom i gang med at støtte stamcelleforskning. Den 31. marts 2009 medvirkede Fox i The Oprah Winfrey Show med Dr. Oz for at diskutere sin sygdom, sin bog, samt sin familie og et primetime-special-afsnit blev sendt 7. maj 2009 (Michael J. Fox: Adventures of an Incurable Optimist).
Fox' arbejde gjorde ham til en af de 100 personer "hvis magt, talent eller moral ændrer verden" i 2007 af Time magazine. Den 5. marts 2010 modtog Fox en æresdoktorgrad i medicin fra Karolinska Institutet i Sverige for hans bidrag til forskning af Parkinsons. Han har også modtaget en æresdoktorgrad fra University of British Columbia.

## Filmografi

### Skuespiller
| Film      | Film                                               | Film                                       | Film                                                                        |
| År        | Film                                               | Rolle                                      | Noter                                                                       |
| --------- | -------------------------------------------------- | ------------------------------------------ | --------------------------------------------------------------------------- |
| 1980      | Midnight Madness                                   | Scott Larson                               |                                                                             |
| 1982      | Class of 1984                                      | Arthur                                     |                                                                             |
| 1985      | Tilbage til fremtiden                              | Marty McFly                                | Org. titel: Back to the Future                                              |
| 1985      | Teen Wolf                                          | Scott Howard                               |                                                                             |
| 1987      | Light of Day                                       | Joe Rasnick                                |                                                                             |
| 1987      | The Secret of My Success                           | Brantley Foster/Carlton Whitfield          |                                                                             |
| 1988      | Bright Lights, Big City                            | Jamie Conway                               |                                                                             |
| 1989      | De kaldte os helte                                 | PFC. Eriksson                              | Org. titel: Casualties of War                                               |
| 1989      | Tilbage til fremtiden II                           | Marty McFly, Marty McFly Jr, Marlene McFly | Org. titel: Back to the Future Part II                                      |
| 1990      | Tilbage til fremtiden III                          | Marty McFly, Seamus McFly                  | Org. titel: Back to the Future Part III                                     |
| 1991      | The Hard Way                                       | Nick Lang/Ray Casanov                      |                                                                             |
| 1991      | Doc Hollywood                                      | Dr. Benjamin Stone                         |                                                                             |
| 1993      | Homeward Bound: The Incredible Journey             | Chance                                     | Stemme                                                                      |
| 1993      | Life with Mikey                                    | Michael "Mikey" Chapman                    |                                                                             |
| 1993      | For pengenes skyld                                 | Doug Ireland                               | Org. titel: For Love or Money                                               |
| 1994      | Where the Rivers Flow North                        | Clayton Farnsworth                         |                                                                             |
| 1994      | Greedy                                             | Daniel McTeague                            |                                                                             |
| 1995      | Blue in the Face                                   | Pete Maloney                               |                                                                             |
| 1995      | Coldblooded                                        | Tim Alexander                              | Også producer                                                               |
| 1995      | The American President                             | Lewis Rothschild                           |                                                                             |
| 1996      | Homeward Bound II: Lost in San Francisco           | Chance                                     | Stemme                                                                      |
| 1996      | The Frighteners                                    | Frank Bannister                            |                                                                             |
| 1996      | Mars Attacks!                                      | Jason Stone                                |                                                                             |
| 1999      | Stuart Little                                      | Stuart Little                              | Stemme                                                                      |
| 2001      | Atlantis: Det forsvundne rige                      | Milo James Thatch                          | Stemme                                                                      |
| 2002      | Interstate 60                                      | Mr. Baker                                  |                                                                             |
| 2002      | Stuart Little 2                                    | Stuart Little                              | Stemme                                                                      |
| 2005      | Stuart Little 3: Call of the Wild                  | Stuart Little                              | Stemme                                                                      |
| Tv        |                                                    |                                            |                                                                             |
| År        | Titel                                              | Rolle                                      | Notes                                                                       |
| 1977      | The Magic Lie                                      |                                            | Afsnit: "The Master"                                                        |
| 1979      | Letters from Frank                                 | Ricky                                      | CBS tv-film                                                                 |
| 1979      | Lou Grant                                          | Paul Stone                                 | Afsnit: "Kids"                                                              |
| 1980      | Palmerstown, U.S.A.                                | Willy-Joe Hall                             |                                                                             |
| 1980      | Family                                             | Richard Topol                              | Afsnit: "Such a Fine Line"                                                  |
| 1980      | Trouble in High Timber Country                     | Thomas Elston                              | ABC tv-film                                                                 |
| 1981      | Trapper John, M.D.                                 | Elliot Schweitzer                          | Afsnit: Brain Child                                                         |
| 1981      | Leo and Me                                         | Jamie                                      | Produceret i 1976; blev ikke vist på CBC før 1981 krediteret som "Mike Fox" |
| 1982–1989 | Blomsterbørns børn                                 | Alex P. Keaton                             | Org. titel: Family Ties                                                     |
| 1983      | The Love Boat                                      |                                            | Afsnit: "I Like to Be in America..."                                        |
| 1983      | High School U.S.A.                                 | Jay-Jay Manners                            | NBC tv-film/tv-pilot                                                        |
| 1984      | Night Court                                        | Eddie Simms                                | Afsnit: "Santa Goes Downtown"                                               |
| 1984      | The Homemade Comedy Special                        | Vært                                       | NBC tv-special                                                              |
| 1985      | Poison Ivy                                         | Dennis Baxter                              | NBC tv-film                                                                 |
| 1986      | David Letterman's 2nd Annual Holiday Film Festival |                                            | NBC tv-special Del: The Iceman Hummeth                                      |
| 1988      | Mickey's 60th Birthday                             | Alex P. Keaton (et tilbageklip)            | tv-special                                                                  |
| 1990      | Sex, Buys & Advertising                            |                                            | tv-special                                                                  |
| 1991      | Saturday Night Live                                | Vært                                       | Sæson 16 – afsnit: "Michael J. Fox/The Black Crowes"                        |
| 1991      | Tales from the Crypt                               | Anklager                                   | Afsnit: "The Trap"                                                          |
| 1994      | Don't Drink the Water                              | Axel Magee                                 | ABC tv-film                                                                 |
| 1996–2001 | Spin City                                          | Mike Flaherty                              | Sæson 1-4                                                                   |
| 2002      | Clone High                                         | Gandhis tilbageblevne nyre                 | Stemme "Escape to Beer Mountain: A Rope of Sand"                            |
| 2004      | Scrubs                                             | Dr. Kevin Casey                            | Afsnit: "My Catalyst" og "My Porcelain God"                                 |
| 2006      | Boston Legal                                       | Daniel Post                                |                                                                             |
| 2009      | Rescue Me                                          | Dwight                                     |                                                                             |
| 2010      | The Colbert Report                                 | Sig selv                                   |                                                                             |
| 2010      | The Good Wife                                      | Louis Canning                              | Tilbagevendende rolle                                                       |
| 2011      | Ace of Cakes                                       | Sig selv                                   |                                                                             |
| 2011      | Curb Your Enthusiasm                               | Sig selv                                   |                                                                             |
| 2011      | Back to the Future: The Game                       | TBA                                        | Videospil, stemme, afsnit 5: "Outatime"                                     |

### Producer
| År        | Film eller tv-serie | Noter              |
| --------- | ------------------- | ------------------ |
| 1995      | Coldblooded         | Producer           |
| 1996–2000 | Spin City           | Executive producer |
| 1999      | Anna Says           | Executive producer |
| 2002      | Otherwise Engaged   | Executive producer |
| 2003      | Hench at Home       | Executive producer |

## Priser og nomineringer
Canada's Walk of Fame
- 2000: Indsat, Canada's Walk of Fame[49]

Hollywood Walk of Fame
- 2002: Stjerne på Walk of Fame – 7021 Hollywood Blvd[50]

Emmy Awards
- 1985: Nomineret, Outstanding Supporting Actor in a Comedy Series – Family Ties
- 1986: Vandt, Outstanding Lead Actor in a Comedy Series – Family Ties
- 1987: Vandt, Outstanding Lead Actor in a Comedy Series – Family Ties
- 1988: Vandt, Outstanding Lead Actor in a Comedy Series – Family Ties
- 1989: Nomineret, Outstanding Lead Actor in a Comedy Series – Family Ties
- 1997: Nomineret, Outstanding Lead Actor in a Comedy Series – Spin City
- 1998: Nomineret, Outstanding Lead Actor in a Comedy Series – Spin City
- 1999: Nomineret, Outstanding Lead Actor in a Comedy Series – Spin City
- 2000: Vandt, Outstanding Lead Actor in a Comedy Series – Spin City
- 2006: Nomineret, Outstanding Guest Actor in a Drama Series – Boston Legal
- 2009: Vandt, Outstanding Guest Actor in a Drama Series – Rescue Me

Golden Globe Awards
- 1986: Nomineret, Best Performance by an Actor in a TV-Series – Comedy/Musical – Family Ties
- 1986: Nomineret, Best Performance by an Actor in a Motion Picture – Comedy/Musical – Back to the Future
- 1987: Nomineret, Best Performance by an Actor in a TV-Series – Comedy/Musical – Family Ties
- 1989: Vandt, Best Performance by an Actor in a TV-Series – Comedy/Musical – Family Ties
- 1997: Nomineret, Best Performance by an Actor in a TV-Series – Comedy/Musical – Spin City
- 1998: Vandt, Best Performance by an Actor in a TV-Series – Comedy/Musical – Spin City
- 1999: Vandt, Best Performance by an Actor in a TV-Series – Comedy/Musical – Spin City
- 2000: Vandt, Best Performance by an Actor in a TV-Series – Comedy/Musical – Spin City

Screen Actors Guild Awards
- 1999: Vandt, Outstanding Performance by a Male Actor in a Comedy Series – Spin City
- 2000: Vandt, Outstanding Performance by a Male Actor in a Comedy Series – Spin City

Saturn Awards
- 1985: Vandt, Best Actor – Back to the Future[51]

People's Choice Awards
- 1997: Vandt, Favorite Male Performer in a New Television Series[26]

Satellite Awards
- 1997: Nomineret, Best Performance by an Actor in a Television Series – Comedy or Musical – Spin City[52]
- 1998: Nomineret, Best Performance by an Actor in a Television Series – Comedy or Musical – Spin City[53]
- 1999: Nomineret, Best Performance by an Actor in a Television Series – Comedy or Musical – Spin City[54]

Æresdoktorgrader
- 2008: Doctor of Fine Arts, honoris causa, New York University[55]
- 2008: Doctor of Laws, honoris causa, University of British Columbia[56]
- 2010: Honoris causa-doktorgrad, Karolinska Institutet[1]

Grammy Awards
- 2010: Vandt, Best Spoken Word Album – Always Looking Up: Adventures of An Incurable Optimist

Influential Canadian Expat Award
- 2009: Givet "Most Influential Canadian Expat", Canadian Expat Association[58]

Goldene Kamera
- 2011: Goldene Kamera für Lebenswerk (Lifetime Achievement Award), tysk film- og tv-pris[59]